# Stanislav Vydra

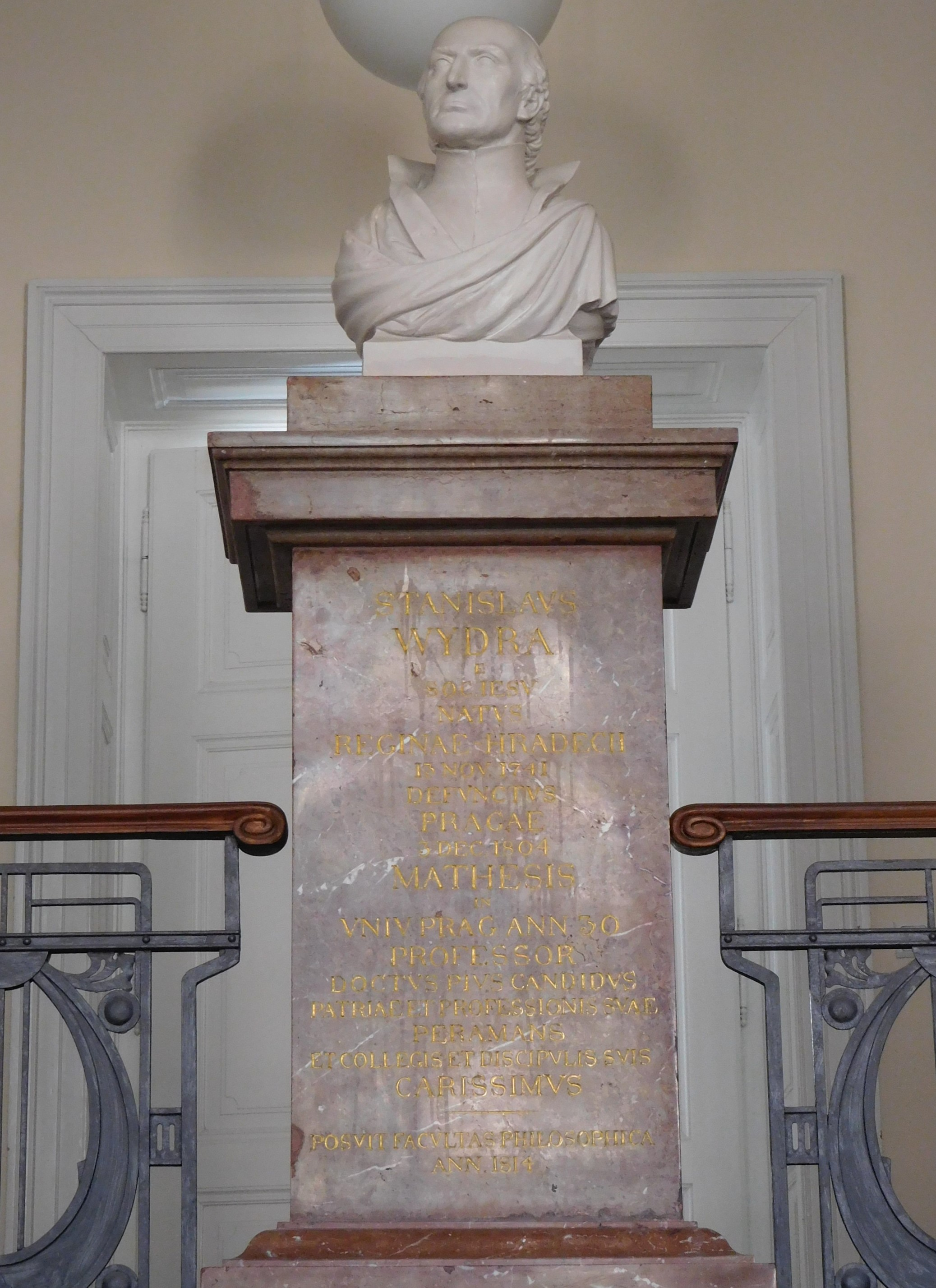
Pomník Stanislava Vydry v budově Matematicko-fyzikální fakulty UK na Karlově

Stanislav Vydra (13. listopadu 1741, Hradec Králové – 3. prosince 1804, Praha) byl český katolický kněz, český vysokoškolský profesor, matematik a národní buditel. Patří mezi nejvýznamnější postavy první vlny národního obrození v českých zemích.

## Život
V roce 1757 vstoupil do jezuitského řádu. V letech 1762 až 1764 studoval filozofii a matematiku na pražské univerzitě. V té době patřili mezi jeho učitele Joseph Stepling a Jan Tesánek.
V roce 1765 učil v Jičíně, rok na to se stává Steplingovým asistentem. V roce 1770 znovu učil v Jičíně a v letech 1771 až 1772 byl farářem ve Vilémově. Roku 1772 byl jmenován profesorem matematiky na Univerzitě Karlově, v letech 1789 až 1799 byl děkanem Filozofické fakulty a od roku 1800 byl rektorem univerzity.
Roku 1803 oslepl a rok na to zemřel. Pohřben je v Praze na Olšanských hřbitovech.

## Dílo
- Seznam děl v Souborném katalogu ČR, jejichž autorem nebo tématem je Stanislav Vydra
- Historia Matheseos in Bohemia et Moravia cultae, 1778
- Elementa Calcvli Differentialis, et Integralis, 1783
- Počátkowé Arytmetyky, 1806

## Zajímavosti
- Stanislav Vydra je jednou z postav pentalogie Aloise Jiráska F. L. Věk. Ve stejnojmenném seriálu ztvárnil postavu Stanislava Vydry herec Martin Růžek.
- Jméno Stanislava Vydry bylo umístěno pod okny Národního muzea v Praze spolu s mnoha dalšími, viz Dvaasedmdesát jmen české historie.[3]